# Газон

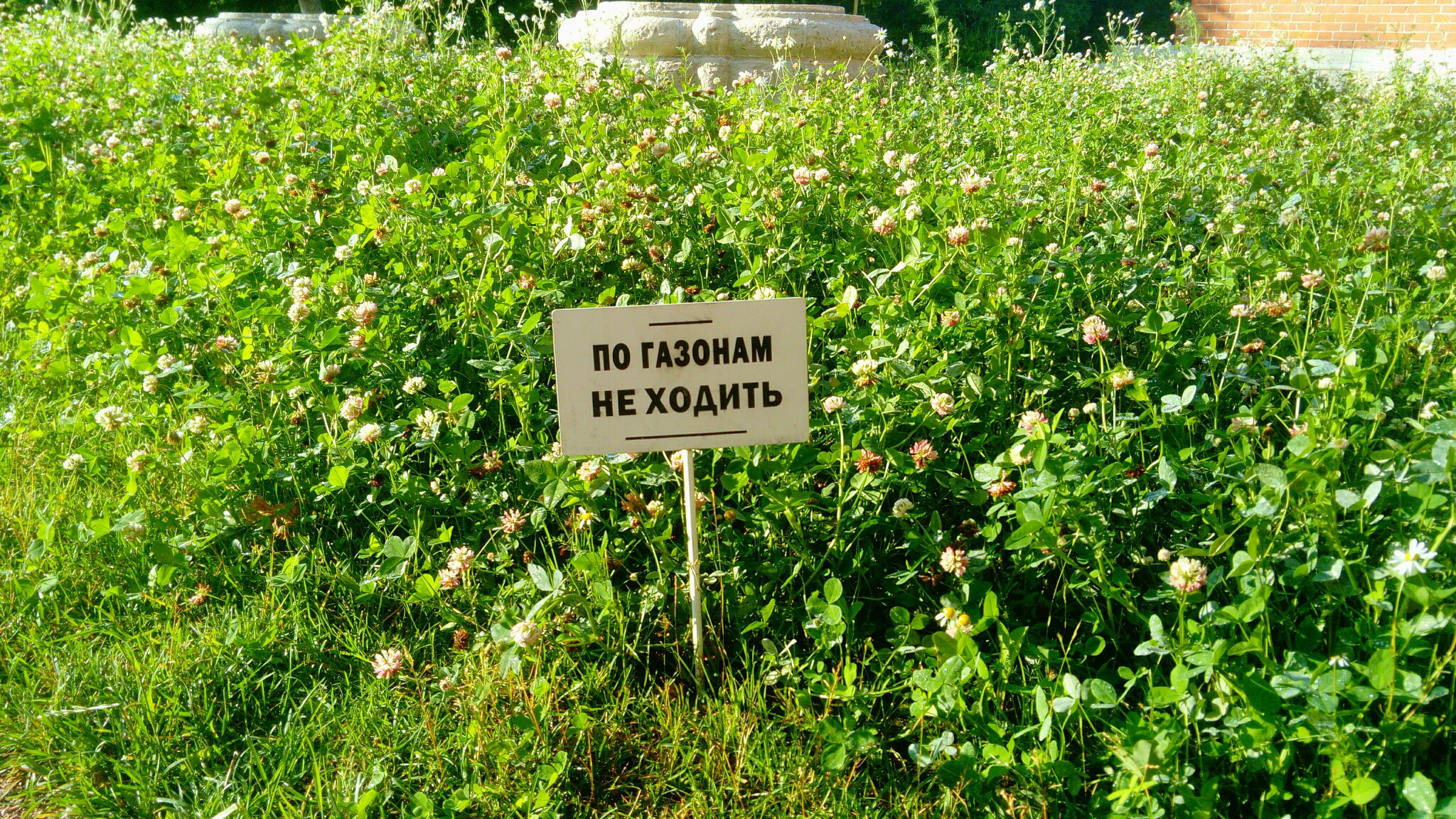
Газон в Александровском парке (Санкт-Петербург) с запрещающей табличкой «По газонам не ходить»

Газо́н (от фр. gazon — дёрн, трава) — участок земли с искусственно созданным покровом из травянистых растений ; травяной покров, созданный посевом семян специально подобранных трав; нередко служит фоном для декоративных посадок и парковых сооружений; может быть самостоятельным элементом ландшафтной композиции (ГОСТ 28329-89). 

## Классификация газонов

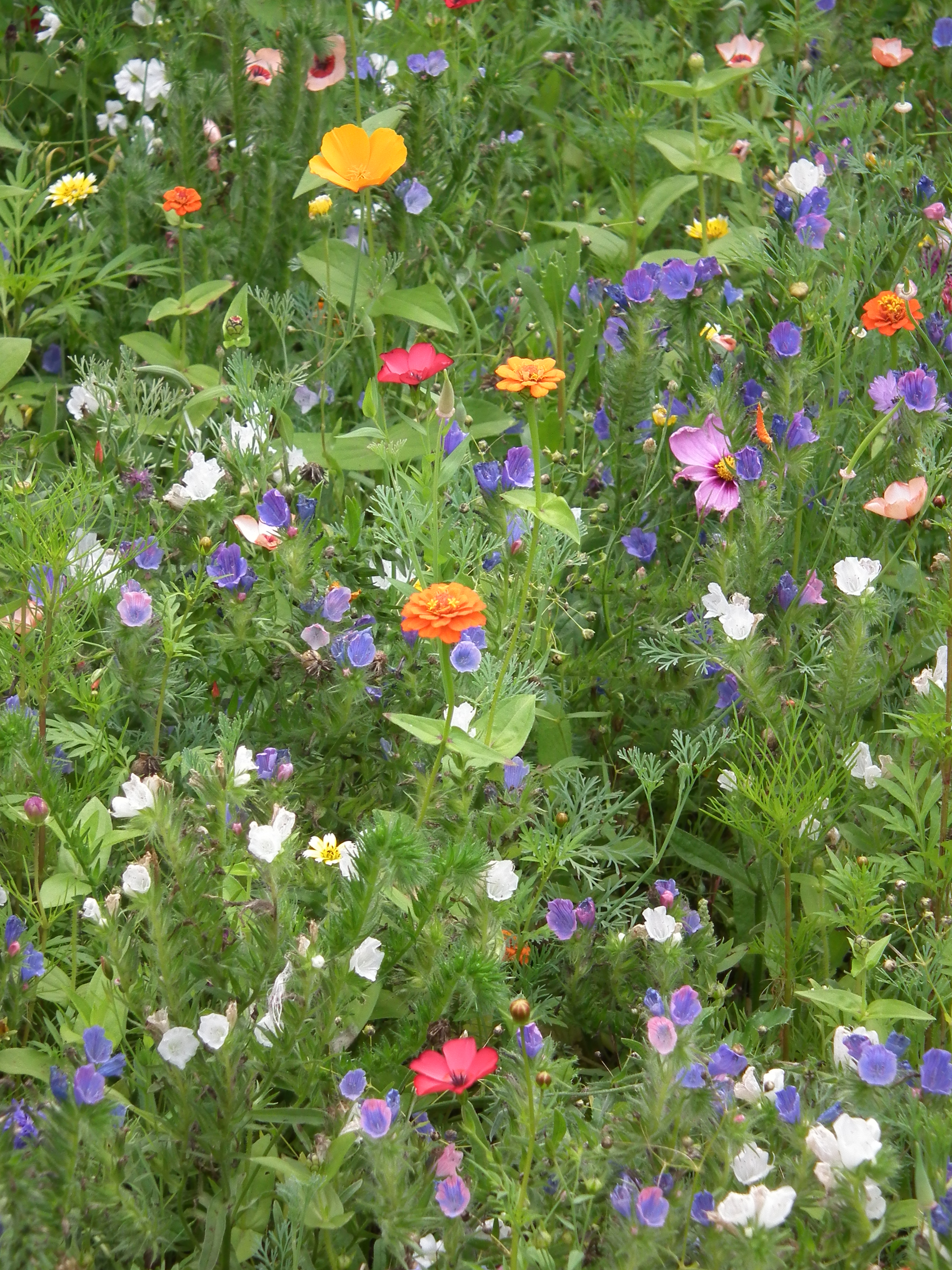
Мавританский газон

Газоны подразделяются на декоративные и газоны специального назначения.
В русскоязычных источниках выделяют:
- луговой — газон или улучшенный естественный травяной покров, содержащийся в режиме луговых угодий[3], которые скашиваются не чаще одного раза в год и не более 30—50 % их поверхности;
- партерный — газон, создаваемый в наиболее парадных местах объекта озеленения, однородный по окраске, густоте и высоте травостоя[3],
- мавританский — создаваемый посевом злаковых и цветущих растений;
- разнотравный — допускающий естественную для произрастания растений высоту, но не более 60—80 см на поворотах и перекрёстках дорог[4];
- спортивный — характеризуется плотным эластичным дерновым покровом из устойчивых к вытаптыванию злаковых растений.

## История
Газоны с коротко стриженной травой стали символом роскоши в Европе в XVIII веке, и к 1800-м годам приобрели аналогичную популярность и в Америке. Трава засеивалась на зарезервированных пустых участках вокруг зданий усадеб, где планировалась расширение пристроек здания или постройка новых вспомогательных зданий рядом, чтобы избежать пыли, насекомых или пыльцы от растений на зарезервированной необработанной земле. Богатые землевладельцы демонстрировали такими газонами потенциал расширения зданий, а также то, что они могут позволить себе нанимать других людей для ухода за землёй, используемой для несерьёзных целей, например для игр, празднеств или размещения спортивных площадок. К середине XX века приобрели широкое распространение газонокосилки и пестициды, и в США частный дом с газоном становится символом успешности уже для людей со средним доходом. В настоящее время партерные газоны (turf grass lawns в оригинале) в США считаются общепринятым элементом городского и пригородного ландшафта, несмотря на связанные с их поддержкой затраты и экологические проблемы.

## Угрозы для газонов

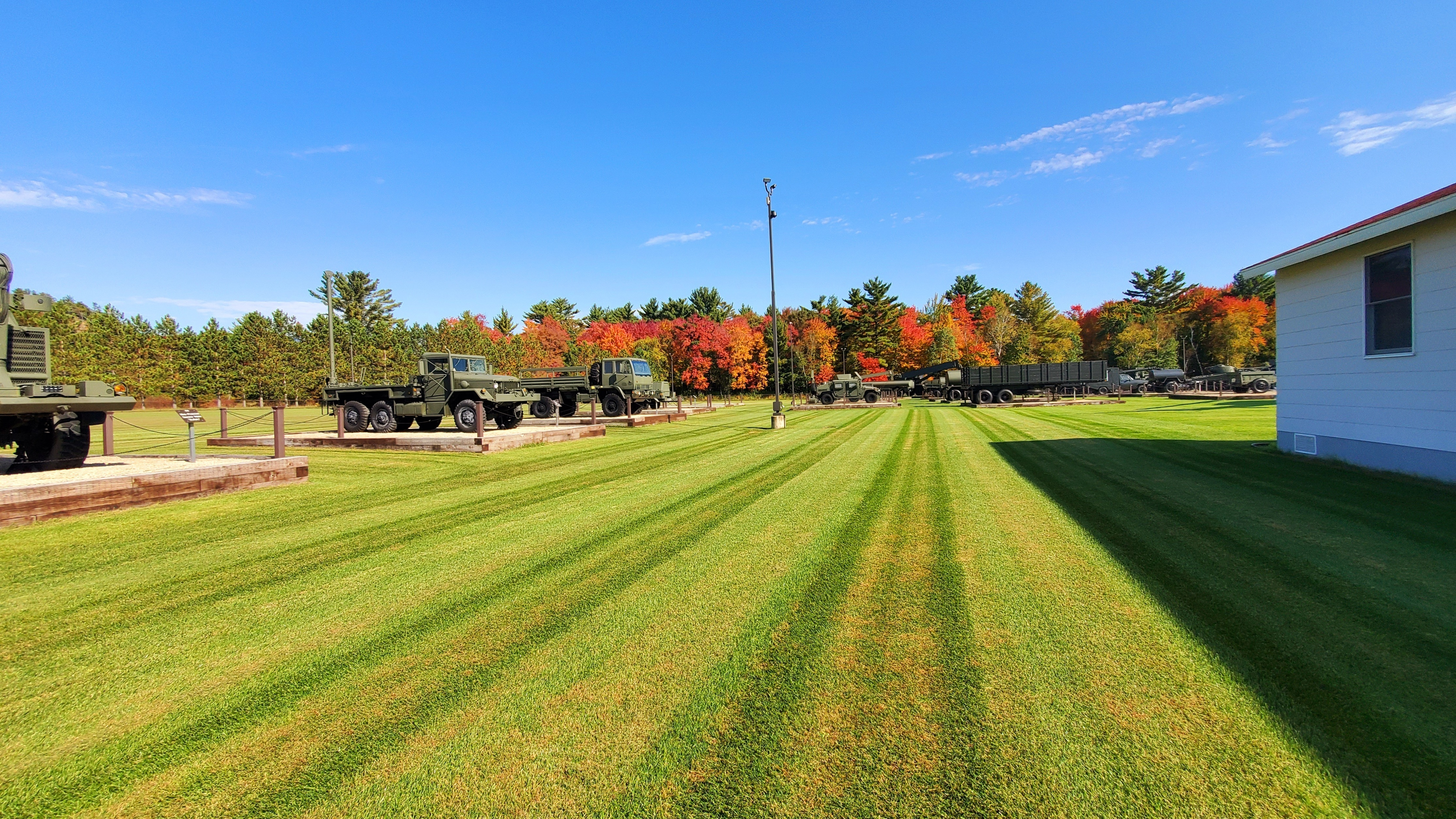
Газон в музее военной базы Армии США Форт-Маккой.

Очень часто недоработки в области строительства, такие как отсутствие бордюрных камней вокруг газона, создание газона выше уровня окружающего асфальта, непродуманное создание пешеходных дорожек приводят к вымыванию земли или вынужденному вытаптыванию газона.
В «Правилах создания, содержания и охраны зеленых насаждений города Москвы» содержится рекомендация создавать многовидовые разнотравные газоны из местных растений на открытых территориях природного комплекса города, в плотных группах и массивах парков, скверов, дворовых территорий, вдоль МКАД, железных дорог, наземных линий метро, канала им. Москвы, на нарушенных землях и пустырях. Создание таких газонов позволит снизить затраты на содержание территорий и будет способствовать сохранению среды обитания животного и растительного мира, занесённых в Красную книгу Москвы.
В Калифорнии, в связи с частыми засухами, действует программа по замене требующих полива газонов на засухоустойчивые ландшафтные элементы, в частности, на растения местной флоры.

## Создание газона
Существует несколько способов создания газона:
- Засеивание земли семенами многолетних трав. В том числе засеивание методом гидропосева: водной струёй, содержащей семена газонной травы, клейковину, гидрогель, цветной пигмент, стартовые удобрения или органику.
- Укладка готового рулонного газона.
- Привоз земли из другого места с содержащимися в ней семенами и корнями.

## Недостатки обыкновенного газона по сравнению с естественным разнотравьем
- Газоны снижают естественное биоразнообразие на засеиваемых площадях, особенно это опасно для загородной местности при большой площади посевов. Местные виды растений замещаются монокультурами, состоящими зачастую из видов других регионов, что, в свою очередь, наносит ущерб местной фауне[5]. Кроме травянистых ущерб наносится и древесным растениям — по мнению экологов, стрижка газонов в сочетании с уборкой листьев приводит к гибели деревьев[8].
- Для полива газонов требуется большое количество воды. В США сочетание газонов с искусственными поверхностями (асфальт, плитка) на большой площади нарушает круговорот воды и приводит к низкому уровню грунтовых вод[5].
- Гербициды, которые используются для удаления естественной травяной растительности, могут наносить серьёзный урон окружающей среде и здоровью людей, непосредственно с ними контактирующих. Исследование 1987 года в США показало, что у детей, которые живут рядом с постоянно обрабатываемыми пестицидами газонами, существует повышенный в 6,5 раз риск заболеть лейкемией[5].
- Удобрения и пестициды также могут загрязнять грунтовые и наземные водоёмы[5].
- Количество кислорода, который способен выделять английский и партерный газон, и поглощаемого углекислого газа в несколько раз меньше, чем у естественного разнотравья. При гибели газона от засухи или неправильного ухода польза от озеленения сводится к нулю[9].
- Дополнительные расходы на стрижку, полив и удобрения[5].
- Загрязнение воздуха продуктами сгорания от двигателей газонокосилок[5].
- Газонные травы, как правило, требовательны к солнечному свету и воде, и, таким образом, они плохо подходят для затенённых участков и засушливого климата[5].
- Постоянный покос травы — одна из причин ослабления корневой системы деревьев, что, в свою очередь, может приводить к их падению при сильном ветре[10].
- Партерные газоны имеют сомнительную эстетическую ценность, так как они однообразны, не могут цвести и не привлекают бабочек[5].